# 辛科神社
辛科神社（からしなじんじゃ）は、群馬県高崎市吉井町神保にある神社。高崎市指定史跡（昭和46年6月29日指定）。社名は古代の「韓級郷」に関連するとみられる古社であり、渡来系氏族の祀ったものと考えられている。所在地の「神保」は辛科神社の神領であったことに由来すると考えられており、『吾妻鏡』25、承久3年（1221年）6月14日条に見える「神保与三」は「多胡宗内」と並んで記述されていることから、神保氏はこの地を苗字の地としたとみられている。神紋は茗荷。

## 概要
社伝によれば大宝年間（701年 - 704年）の創建とされる。
南北朝時代の『神道集』巻8「那波八郎大明神御事」は以下のような創建伝承を述べ、本地仏を文殊菩薩とする。当社所蔵の『辛科大明神御縁起』も同様の内容である。
光仁天皇の御代、上野国群馬郡の群馬太夫満行という領主には8人の男子がおり、末子の八郎満胤が最も優れていたことから父は八郎を惣領としたが、満行の死後7人の兄たちは共謀して八郎を殺害し、屍を石の唐櫃に入れて高井の郷の鳥喰池の巽、蛇喰池の中の蛇塚の岩屋に納めた。八郎は諸大竜王・伊香保・赤城の龍神たちに龍水の智徳を得て、大蛇となって兄たちとその妻子眷属をとり殺したので、1年に1度、9月9日に生贄を差し出すようになった。尾幡権守宗綱の一人娘、海津姫が生贄となる番となったが、奥州に向かう途上の三条宮内判官宗光が彼女を見初めて2人は結ばれた。9月9日が近付き嘆く海津姫から事情を聞いた宗光は、9月9日に高井の岩屋に赴き、生贄の棚に上ると北を向いて法華経を読経し始めた。石の戸を開いて大蛇が姿を現したものの、経を読み進めるにつれて頭をうなだれ、読み終わると妄執が除かれたこと、以後は生贄は不要であること、功徳によって神となり衆生を利益することを語って岩屋に退いた。その夜振動雷電して大蛇は那波郡に移り下村（『辛科大明神御縁起』では福島）というところで八郎大明神として祀られた。帝はこれを聞き宗光の奥州への任を解き上野国主に任じ、宗光はさらに大納言右大将まで出世し、御台所との間に男子3人、女子2人を儲けた。宗光は辛科大明神、海津姫は野栗御前、宗綱夫婦は白鞍大明神の男体と女体、八郎の父は満行権現こと戸榛名神、母は白雲衣権現となった。
『続日本紀』和銅4年（711年）3月辛亥条に、甘楽郡から韓級（からしな）郷ほか3郷、緑野郡と片岡郡から各1郷を割いて多胡郡を新たに設置されたことが見える。韓級郷は『和名類聚抄』には「辛科（加良之奈）」として見え、当社所在地が韓級郷に比定されている。また甘楽や韓級の名は渡来系氏族の居住地であったことに由来すると考えられており、当社は多胡郡の総鎮守として帰化人に崇敬されたとみられている。
『上野国神名帳』では「従二位 辛科明神」として多胡郡の筆頭に挙げられている。
享保13年（1727年）辛科大明神が正一位に昇階（宗源宣旨）。
明治25年（1892年）古社寺保存法により古社指定。
明治39年（1906年）12月28日に郷社に列せられた。
明治40年（1907年）10月20日、大字多胡字天台の村社・辛科神社、大字多胡字田代の無格社・井池神社、大字塩字浅間山の村社・浅間神社、大字高字北原の村社・稲荷神社、大字高字北原の無格社・琴平神社とそれらの境内末社を合祀。

## 祭神
主祭神
- 速須佐之男命
- 五十猛命

相殿
- 金山毘古命
- 品陀別命
- 中筒男命
- 伊邪那美命
- 大山津見命
- 建御名方命
- 八坂刀売命
- 大物主命
- 大日孁命
- 宇迦之御魂命
- 木花佐久夜毘売命
- 天児屋根命
- 市寸嶋比売命
- 菅原道真公
- 塩光清

境内末社
- 八王子社
- 石神社
- 若宮社
- 大山祇社
- 稲荷社
- 八幡社
- 南方社
- 金山社

## 社殿
- 本殿 - 一間社流造銅板葺、寛文元年（1661年）の棟札がある。壁面の彫刻は後補とみられる[3]。
- 拝殿 - 正面三間、側面二間、入母屋造平入向拝一間、銅板葺。本殿の様式より新しく、江戸時代後期の建築と推定される[3]。
- 随神門 - 3間1戸、側面2間の八脚門。寛政9年（1797年）の棟札を有し、様式からも同年の建築とみられる[3]。

## 社宝
- 神鏡 - 神鏡と称するが実際は懸仏である。青銅鍍金で直径33センチメートル、文殊菩薩を中心に3菩薩4眷属を線刻する[17]。「小勧進清原国包　大勧進惟宗入道」「建久八年大才丁巳十二月二十六日　源大将頼朝」の銘があり、建久8年（1197年）源頼朝の奉納と伝わるが、頼朝奉納の点は疑わしい[17][12]。

- 大黒面 - 天明7年（1787年）に吉井藩の秋山又衛門光重が奉納したもので、室町時代の出目上満の作とされる[18]。